# Roger Kingdom
Roger Nona Kingdom (Vienna, 26 augustus 1962) is een Amerikaanse voormalige hordeloper. Hij behoorde in de jaren tachtig en negentig tot de sterkste atleten op de 110 m horden. Hij werd tweemaal olympisch kampioen in deze discipline. Ook had hij het wereldrecord in handen. Met een persoonlijk record van 12,92 s staat hij tiende op de wereldranglijst aller tijden (peildatum november 2024).

## Loopbaan
Op de Olympische Spelen van 1984 in Los Angeles won Kingdom gelijk bij zijn olympisch debuut een gouden medaille op de 110 m horden. Met een tijd van 13,20 versloeg hij zijn landgenoot Greg Foster (zilver; 13,23) en de  Fin Arto Bryggare (brons; 13,40).
Vier jaar later op de Olympische Spelen van Seoel prolongeerde hij zijn titel door met 12,98 de Brit Colin Jackson (zilver; 13,28) en zijn landgenoot Tonie Campbell (brons; 13,38) te verslaan.
In 1989 verbeterde Kingdom bij een Grand-Prixwedstrijd in Zürich het wereldrecord op de 110 m horden tot 12,92. Dit record hield stand tot 1993, toen het door Colin Jackson werd bijgesteld naar 12,91. Op de wereldkampioenschappen van 1995 won hij een bronzen medaille. Met een tijd van 13,19 finishte hij achter zijn landgenoot Allen Johnson (goud) en de Brit Tony Jarrett (zilver).
In 1989 werd Roger Kingdom verkozen tot IAAF atleet van het jaar.

## Titels
- Olympisch kampioen 110 m horden - 1984, 1988
- Wereldindoorkampioen 60 m horden - 1989
- Pan-Amerikaanse Spelen kampioen 110 m horden - 1995
- Universiade kampioen 110 m horden - 1989
- Amerikaans kampioen 110 m horden - 1985, 1988, 1989, 1990, 1995
- NCAA-kampioen 110 m horden - 1989
- NCAA-indoorkampioen 60 m horden - 1984

## Persoonlijke records
Outdoor
| Onderdeel    | Prestatie | Datum            | Plaats |
| ------------ | --------- | ---------------- | ------ |
| 110 m horden | 12,92 s   | 16 augustus 1989 | Zürich |

Indoor
| Onderdeel   | Prestatie | Datum        | Plaats |
| ----------- | --------- | ------------ | ------ |
| 60 m horden | 7,37 s    | 8 maart 1989 | Pireás |

## Palmares

### 60 m horden
- 1989:  WK indoor - 7,43 s

### 110 m horden
- 1983:  Pan-Amerikaanse Spelen - 13,44 s
- 1984:  OS - 13,20 s
- 1985:  Amerikaanse kamp. - 13,37 s
- 1988:  Amerikaanse kamp. - 13,15 s
- 1988:  OS - 12,98 s
- 1989:  IAAF Grand Prix - 13,24 s
- 1989:  Amerikaanse kamp. - 13,22 s
- 1989:  Wereldbeker - 12,87 s
- 1989:  Universiade - 13,26 s
- 1990:  Goodwill Games - 13,47 s
- 1990:  Amerikaanse kamp. - 13,22 s
- 1995:  Pan-Amerikaanse Spelen - 13,39 s
- 1995:  Amerikaanse kamp. - 13,09 s (rugw.)
- 1995:  WK - 13,19 s
- 1995: 4e Grand Prix Finale - 13,34 s
- 1997: 7e Grand Prix Finale - 13,26 s

## Onderscheidingen
- IAAF-atleet van het jaar - 1989

1896: Tom Curtis ·
1900: Alvin Kraenzlein ·
1904: Frederick Schule ·
1908: Forrest Smithson ·
1912: Fred Kelly ·
1920: Earl Thomson ·
1924: Daniel Kinsey ·
1928: Sydney Atkinson ·
1932: George Saling ·
1936: Forrest Towns ·
1948: William Porter ·
1952: Harrison Dillard ·
1956: Lee Calhoun ·
1960: Lee Calhoun ·
1964: Hayes Jones ·
1968: Willie Davenport ·
1972: Rod Milburn ·
1976: Guy Drut ·
1980: Thomas Munkelt ·
1984: Roger Kingdom ·
1988: Roger Kingdom ·
1992: Mark McKoy ·
1996: Allen Johnson ·
2000: Anier García ·
2004: Liu Xiang ·
2008: Dayron Robles ·
2012: Aries Merritt ·
2016: Omar McLeod ·
2020: Hansle Parchment ·
2024: Grant Holloway